# 真田信親
真田 信親（さなだ のぶちか、生年不明 - 元禄13年5月26日（1700年7月12日））は江戸時代の旗本。真田昌親の三男。通称は孫七郎。
元禄7年（1694年）8月21日、親族の信濃松代藩主真田幸道から更級郡・埴科郡・高井郡の内に2,000石の内分分知を受け、寄合に列し、同年9月1日将軍徳川綱吉に拝謁した。
元禄13年（1700年）没。法名は性剛。深川の海臨寺に葬られた。
真田信弘を末期養子とし家督を相続させたが、後に松代藩主に転じたため、内分分知の采地も返還された。